# Jan Jakob Maria de Groot

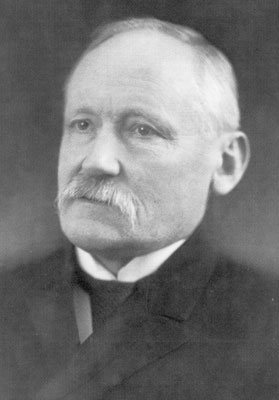
De Groot

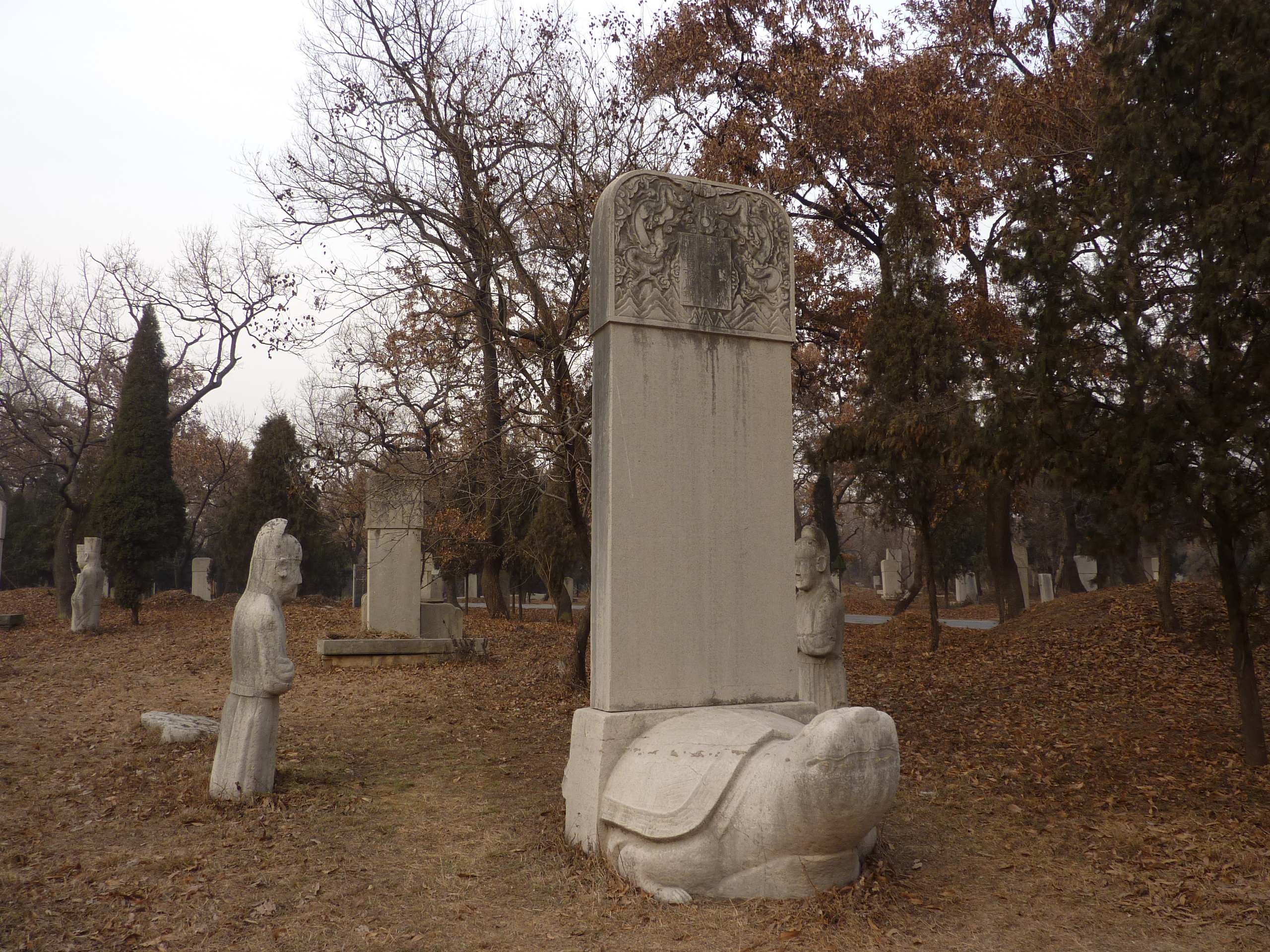
De Groots System chinesischer Religionen enthält eine detaillierte Studie chinesischer Begräbnis-Stelen und der mythischen Figuren (Bixi), die sie dekorieren

Jan Jakob Maria de Groot (* 18. Februar 1854 in Schiedam; † 24. September 1921 in Berlin) war ein niederländischer Sinologe.

## Leben

### Herkunft
Seine Eltern waren der Fabrikant und Kaufmann Seraphinus Matthias de Groot (1824–1912) und dessen Ehefrau Helena Wilhelmine Elisabeth Beukers (1830–1920).

### Jugend, Studium und erste Chinareise
Groot gehört wie sein Lehrer und Vorgänger auf dem Leidener Lehrstuhl für Sinologie, Gustaaf Schlegel (1840–1903), zu jener Generation von Wissenschaftlern, die ihre berufliche Laufbahn noch im Rahmen der niederländischen Kolonialverwaltung begannen. Wegen angeblicher Sehschwäche zum beabsichtigten Marinedienst ungeeignet, studierte Groot von 1873 bis 1876 in Leiden "Indologie", d. h. hier die Sprachen Südostasiens, um anschließend in Niederländisch-Indien als Dolmetscher dienen zu können. Nach abgeschlossenem Studium reiste er zur Untersuchung der südchinesischen Folklore und Lebensweise 1877–78 von Amoy aus, dem heutige Xiamen, durch die chinesischen Küstenprovinz Fujian, teilweise unter Entbehrungen und Lebensgefahr, zur Stadt Fuzhou und durch das Hinterland der Küstenflüsse. Um die Lebens- und Reisebedingungen der chinesischen Kulis kennenzulernen, die im Ausland nach Arbeit suchten, unternahm er die Rückreise nach Batavia über Singapur mit einem der übervollen Auswandererschiffe. Resultat des ersten Chinaaufenthalts war sein Werk "Jaarlijksche Feesten en Gebruiken van de Emoy-Chineezen", das er in Batavia, dem heutigen Jakarta, der Hauptstadt Niederländisch-Indiens fertigstellte (der Druck erfolgte 1881), wo er als Tolk (amtlicher Dolmetscher) ausreichend Muße zur Ausarbeitung seiner Notizen hatte. Zur Herstellung seiner angegriffenen Gesundheit 1880 nach Pontianak auf Borneo versetzt, eignete er sich auf Dienstreisen mit dem örtlichen niederländischen Residenten Kenntnisse der dortigen chinesischen Auslandsgemeinde, der Gongsi-Firmenkonglomerate (Kian-gwan Kongsi) und der dort gesprochenen südchinesischen Hakkasprache sowie der rechtlichen Situation der Emigranten an. Völlig überarbeitet musste er 1883 Niederländisch-Indien aus gesundheitlichen Gründen verlassen, womit zugleich seine Dolmetschertätigkeit im Auftrag der Regierung endete.

### Publikationen und zweite Chinareise
Zurück in der Heimat wurde er 1884 mit seiner Arbeit über die "Jahresfeste" in Leipzig zum Dr. phil. promoviert und publizierte rasch hintereinander  "Buddhist Masses for the Dead" und "Het Kongsiwezen in Borneo" ("Das Gongsi-Wesen in Borneo").
In Anbetracht der internationalen Anerkennung seiner wissenschaftlichen Arbeiten und der  praktischen Erfolge in der Migrantenfrage wurde de Groot vom Kolonialministerium ein zweiter Chinaaufenthalt zum Studium der Sitten und Gebräuche bewilligt, den er 1886–1890 antrat; zu den Vorbereitungen zählte u. a. das Erlernen der neuen Technik der Fotografie, die ihm vor allem bei der Aufzeichnung buddhistischer Rituale und Symbole von Nutzen war. Auf der Hinreise über Marseille erhielt er in Lyon vom damals noch dort ansässigen Musée Guimet einen Sammelauftrag für Sakral- und Kunstgegenstände Chinas, den er gewissenhaft ausführte. In Niederländisch-Indien untersuchte de Groot vor allem die Situation der chinesischen Emigranten, die als Kulis in den Zinnminen von Muntok auf der Insel Bangka und den Tabakpflanzungen von Deli auf Sumatra arbeiteten, ehe er erneut zum chinesischen Festland nach Amoy (heute Xiamen) aufbrach.
Unter Entbehrungen und in Anbetracht einer feindlich eingestellten Bevölkerung durchreiste de Groot den Süden des Landes bis Nanjing auf der Suche nach den religiösen und ethnologischen Wurzeln des Landes, unter anderem des buddhistischen und taoistischen Klosterwesens. Sein zweites Ziel, die Legalisierung der Immigration chinesischer Kulis aus Südchina, vor allem aus Guangdong und Fujian nach Niederländisch-Ost-Sumatra, wo man dringend auf die Arbeitsimmigranten angewiesen war, erreichte er 1888 trotz erheblicher Widerstände, nicht zuletzt mit Hilfe der deutschen Konsuln in Kanton (heute Guangzhou) und Swatow.

### Wissenschaftliche Anerkennung, Lehrstuhl in Leiden
Inzwischen hatte man in Europa seine wissenschaftliche Arbeit 1888 durch die Verleihung des französischen Ordens der Ehrenlegion und die Aufnahme in die Akademie der Wissenschaften in Amsterdam anerkannt, was ihm auch 1891 den Lehrstuhl für Ethnologie an der Universität Leiden eintrug. Sein Arbeitsschwerpunkt lag auf chinesischer Religion und Geschichte, wobei er auch über Literatur, Landes- und Völkerkunde Niederländisch-Indiens lehrte, bis er 1904 auf den nach dem Tod Schlegels vakant gewordenen Lehrstuhl für Sinologie wechselte und eine reiche Publikationstätigkeit und Wirksamkeit als wissenschaftlicher Lehrer entfaltete; so erschien im Jahr 1892 der erste seines auf 12–14 Teile angelegten Werks "The Religious System of China" (von dem nur die ersten sechs Teile erschienen) und 1904–1906 "Sectarianism and Religious Persecution in China". Im Jahr 1900 war das Ansehen des damals 45-Jährigen bereits so gestiegen, dass er (stets in Anwesenheit der Königin-Mutter, die dabei mitschrieb) ein halbes Jahr lang die junge Königin Wilhelmina (1880–1962) in der Volkskunde Niederländisch-Indiens unterrichtete. Welch hohes Ansehen de Groot im Ausland genoss, zeigte sich auf drei Vortragsreisen durch die Vereinigten Staaten in den Jahren 1908–1911. Obwohl als junger Mann zum Leidwesen seiner Eltern aus der katholischen Kirche ausgetreten und konfessionell ungebunden, blieb die Beschäftigung mit den Religionen Asiens, in denen er die geistige Essenz des Kontinents sah, sein vorzügliches Forschungsgebiet.

### Der Lehrstuhl in Berlin, Engagement auf deutscher Seite im Weltkrieg
Hatte der Vielbeschäftigte im Jahr 1902 zwei Berufungen – einen an die Columbia University von New York sowie auf den äußerst großzügig ausgestatteten und auf ihn zugeschnittenen Sinologie-Lehrstuhl an der Universität Berlin – noch abgelehnt, so brachte ihn sein Engagement gegen die Exzesse der studentischen Initiationsriten an seiner Heimatuniversität ("groentijd", "ontgroening", "Entgrünung") bei Studenten und manchen Professoren in Misskredit und isolierte ihn; als es daher 1911 anlässlich dieser Rituale erneut zu Skandalen kam, entschloss sich de Groot, einen neuerlichen Ruf nach Berlin anzunehmen, wo er 1912 seinen Dienst antrat. Im gleichen Jahr wurde er zum ordentlichen Mitglied der Berliner Akademie der Wissenschaften gewählt.
Bei Kriegseintritt stellte sich der konservativ eingestellte Groot ohne Einschränkung auf die Seite des Deutschen Kaiserreichs und unterzeichnete als Niederländer mit 92 weiteren, zumeist deutschen Gelehrten den Aufruf "An die Kulturwelt!" ("Manifest der 93", "Es ist nicht wahr!"), in dem jede deutsche Kriegsschuld rundweg bestritten und der Einmarsch der deutschen Armee in Belgien verteidigt wurde; der Aufruf stieß im Ausland und in den neutral gebliebenen Niederlanden auf Missbilligung. Darüber hinaus stellte de Groot während des Krieges die Hälfte seiner Einkünfte für wohltätige Zwecke zur Verfügung, was ihm das "Verdienstkreuz für Kriegshilfe" eintrug.
Obwohl durch die Kriegsereignisse und die darauf folgende Revolution tief getroffen, ließ de Groots Arbeitskraft nicht nach; auch stand sein gastfreies Haus in Berlin-Lichterfelde (Dahlemer Str. 69, heute Tietzenweg) Studenten, Nachbarn und Freunden weiterhin gleichermaßen offen,
De Groot starb 1921 nach einem Schlaganfall vermutlich an einem Herzleiden.

### Familienleben, Haushalt
De Groot war zeitlebens unverheiratet und wohnte in Leiden mit seinen beiden Schwestern zusammen, deren ältere ihm den Haushalt führte, während die jüngere Sekretariatsaufgaben wahrnahm; nach dem Tod der Jüngeren übernahm die Ältere, vor allem nach dem Umzug nach Berlin, zusätzlich die Aufgabe der Verstorbenen. Zwei Pflegekinder, um deren Ergehen sich de Groot auch später noch kümmerte, vervollständigten den Haushalt, der sich in Berlin wie in Leiden stets durch den vom Hausherrn sehr geliebten Garten auszeichnete.

## Bedeutung und Persönlichkeit
De Groot prägte den Begriff des Chinesischen Universismus, den er für die „Drei Lehren“ (Daoismus, Konfuzianismus und Buddhismus) Chinas verwendete, die nach seiner Ansicht zu einem einheitlichen Charakter (universistisch) verschmolzen seien.
- "Während ich meine Kenntnisse in der indischen Philologie auffrischte... trieb ich ein paar Semester lang intensive Studien im Chinesischen bei dem wundervollen Gelehrten Johann Maria de Groot, einem Holländer, der die vollendetste Verkörperung des taoistischen weisen alten Mannes war." - Heinrich Zimmer, Notizen zu einem Lebenslauf (1943)[5]

- "Als nächstes widmete er sich dem Unterricht seiner Studenten, an deren persönlichem Leben er stets großen Anteil nahm und denen er mit Rat und Tat beistand. Manch einem, der durch die schwierigen Zeitumstände in seinen Studien behindert war, half er mit Büchern (die er immer sehr freigiebig verlieh oder verschenkte, so wie es auch der Schreiber dieser Zeilen in früheren Jahren oft erfahren durfte) und anderen Mitteln auf sehr rücksichtsvolle Weise. Ist es da ein Wunder, dass sie ihn als väterlichen Freund verehrten?" – Marinus Willem de Visser, Levensbericht S. 13 (aus dem Niederländischen)

- "… one of the founding fathers of the social science approach to Sinology… Some Dutch scholars also consider him the greatest Sinologist that the Netherlands have produced" – Werblowski, The Beaten Track (2002), S. 11

- "… a capacity for synthesis… They show a beginning in observation and an end in abstraction, which is undoubtedly the correct procedure" – Brooks op.cit. (2004)

## Schriften (in Auswahl)
- The religious system of China. 6 Bände, 1892‒1910 (unvollständig)
- Sectarianism and religious persecution in China. 2 Bände, 1903 und 1904
- Chinesische Urkunden zur Geschichte Asiens. 2 Bände, 1921 und 1926